# Incarvillea sinensis
Espèce
Classification phylogénétique
Incarvillea sinensis, ou Incarvillée chinoise, est une espèce de plantes à fleurs de la famille des Bignoniaceae. C'est une plante herbacée d’environ 80 cm de haut, originaire de Chine.
Cette espèce est riche en alcaloïdes monoterpéniques. Un de ceux-ci, l’incarvillatéine, s’est révélé être un analgésique pour les douleurs inflammatoires et neuropathiques.
Elle a aussi un usage traditionnel en phytothérapie chinoise.

## Étymologie
Le nom de genre Incarvillea a été donné en hommage à Pierre Le Chéron d'Incarville, le premier missionnaire botaniste qui œuvra durant son séjour en Chine de 1740 à sa mort en 1757, à l’introduction de plantes chinoises en Europe et de plantes européennes en Chine.
L’épithète spécifique sinensis est dérivé du latin sina « Chine » et du suffixe  -ensis « originaire de », ce qui donne « originaire de Chine ».
Le nom de genre Incarvillea a été créé par Antoine Laurent de Jussieu, le neveu de Bernard de Jussieu à qui le père d’Incarville envoya des spécimens séchés de la plante en 1743.
L’espèce a reçu sa première description scientifique en 1789 (soit 46 ans plus tard) par Lamarck dans l'Encyclopédie méthodique. Il indique que « cette plante a été découverte aux environs de Pékin par le P. d’Incarville » (p. 243).

## Taxons inférieurs
Deux variétés sont distinguées :
- Incarvillea sinensis var. przewalskii (Batalin) CY Wu et WC Yin, fleurs jaune pâle
- Incarvillea sinensis var. sinensis, fleurs rose pâle ou rose, parfois violettes

## Description

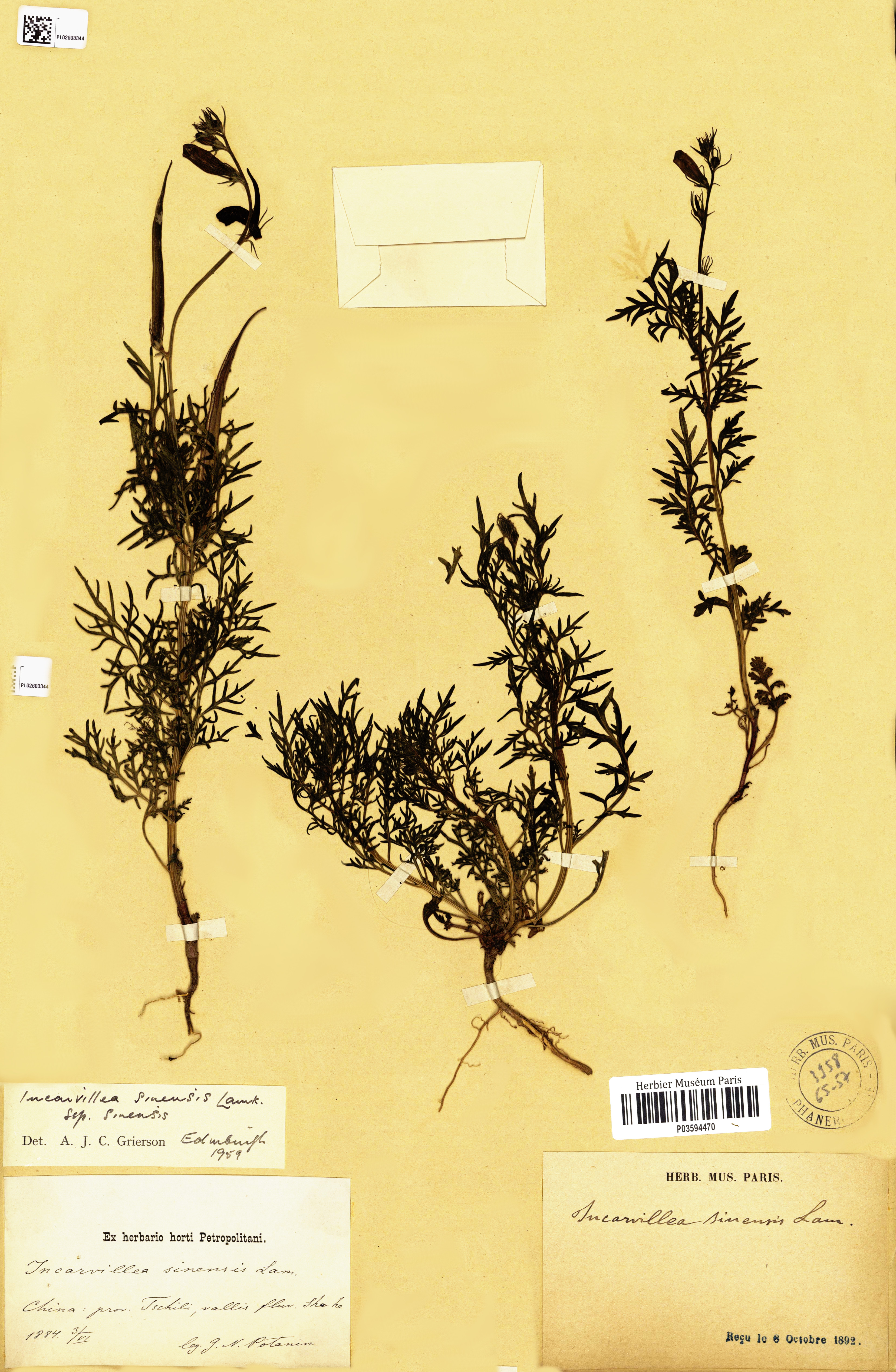
Incarvillea sinensis, herbier du MNHN, 1884.

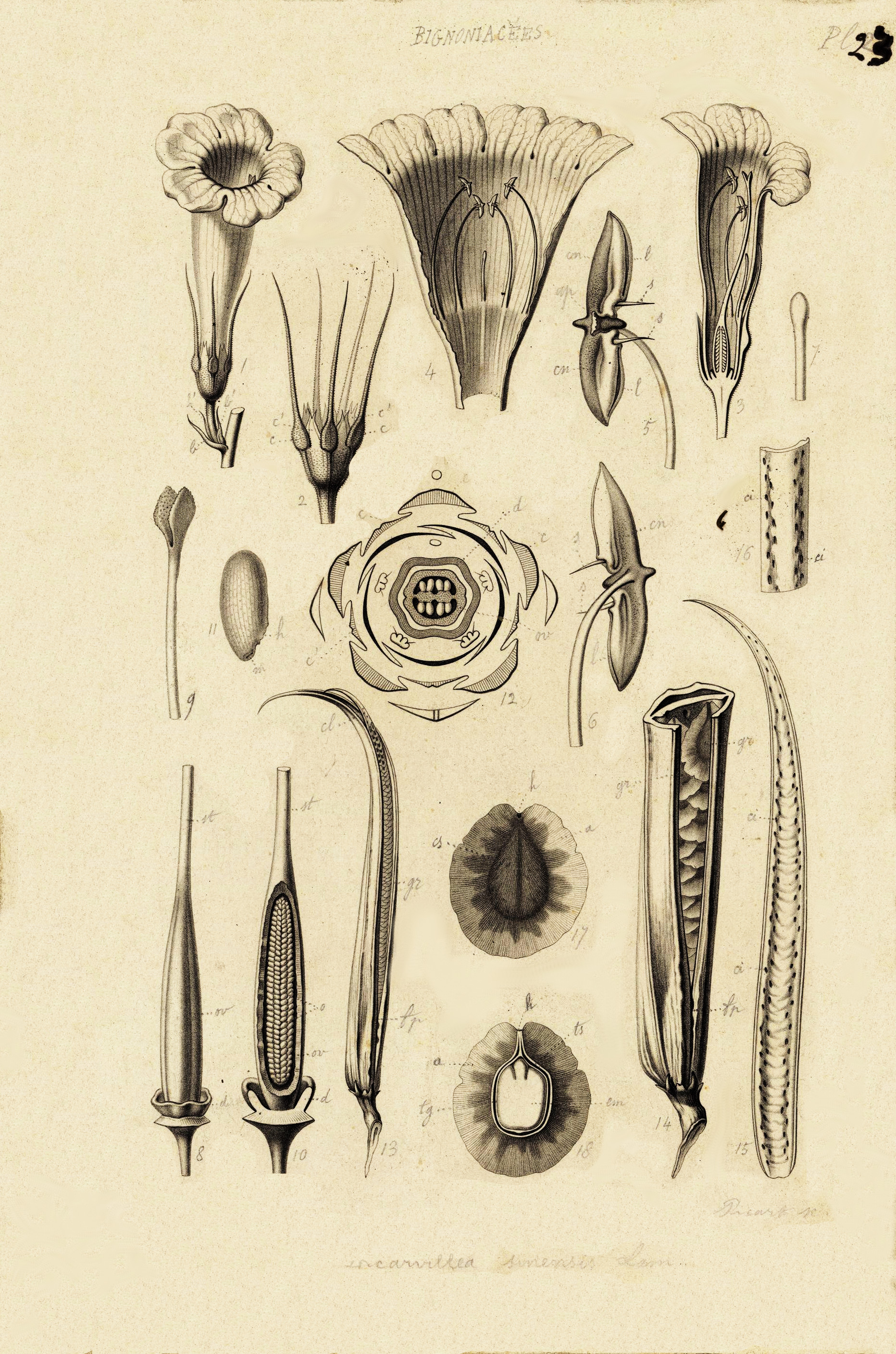
Incarvillea sinensis, illustration MNHN.

Incarvillea sinensis est une plante herbacée annuelle ou pérenne, à tiges dressées ramifiées, d’environ 80 cm de haut.
Les feuilles alternes, caulinaires, sont 2- ou 3-pennées.
L’inflorescence terminale, est peu racémeuse, d’environ 20 cm.
La fleur comporte un calice vert avec du violet-rouge, campanulé, de 5 × 5 mm, à dents subulées et base élargie en glandes. La corolle est campanulée, en entonnoir, de 4 sur 2,5 cm, à lobes arrondis. Quatre étamines didymes sont insérées à la base du tube de la corolle. Le style est jaune pâle.
Le fruit est une capsule, vert pâle, étroitement cylindrique, de 3-6 (-10) cm de long et d’env. 5 mm de diamètre, à apex caudé-acuminé. Les graines sont compressées globuleuses, de 2 mm de diamètre, entourées d’ailes transparentes et membraneuses, à apex incisé.

## Distribution
L’espèce est une endémique de Chine : O Gansu, Hebei, Heilongjiang, Henan, Mongolie intérieure, Ningxia, Qinghai, Shaanxi, Shandong, Shanxi, Sichuan, SE Xizang, NO Yunnan.
La plante croît sur les pentes et dans les champs, entre 500 et 2 500 m.

## Utilisations phytothérapiques

### Composition

Incarvillatéine.

Depuis les années 1990, les pharmacologues ont étudié les composants actifs de l'Incarvillea sinensis. Ils ont isolé plus de 13 alcaloïdes monoterpéniques et 7 alcaloïdes macrocycliques de la spermine.
Un alcaloïde monoterpénique, l’incarvillatéine, est considéré comme le principal composant actif. L'incarvillateine atténue la douleur induite par le formol chez les souris avec une puissance plus élevée que la morphine. De plus, l'effet antinociceptif de l'incarvillatéine dans ce modèle peut être atténué par un antagoniste non sélectif des récepteurs de l'adénosine, un antagoniste non sélectif des récepteurs opioïdes et des antagonistes des récepteurs opioïdes μ et κ. Les récepteurs de l'adénosine A 1 , A 2 A, A 2 B et A 3 , sont largement distribués dans les zones de la moelle épinière et du cerveau impliquées dans la transmission de la douleur, ainsi que dans les afférents sensoriels périphériques ou les cellules adjacentes. L’étude de Wang, Yu, Yi et al. a montré que le récepteur de l'adénosine A1a pourrait être la cible principale médiatisant les effets antinociceptifs de l'incarvillatéine alors que la contribution des récepteurs opioïdes semblent êre minime. Pour eux, l'incarvillatéine est un nouvel analgésique pour les douleurs inflammatoires et neuropathiques, avec une influence limitée sur la douleur normale et la fonction motrice.
L'effet analgésique de l'incarvillatéine a été partiellement bloqué par l'administration de naloxone, de norbinaltorphimine et de bêta-funaltrexamine qui sont des antagonistes des récepteurs de la morphine.
Une étude de 2019 de Kim, Bogdan et al est venue tempérer ces résultats. L’incarvillatéine a puissamment supprimé l'activité locomotrice à la même dose que celle qui produit une antinociception.Les effets suppresseurs de motricité de l’incarvillatéine sont inversés par un antagoniste des récepteurs de l’adénosine A2

### Phytothérapie «traditionnelle» chinoise
Incarvillea sinensis sert de matière médicale en phytothérapie traditionnelle chinoise, sous le nom de 角蒿 Jiǎohāo. Elle est préparée à partir de la plante entière séchée, récoltée à l’époque de la floraison.
Dans la terminologie de la pharmacopée chinoise, l'incarvillée a pour
- nature : tiède (溫 wen)
- saveurs : amer (苦 ku), doux (甘 gān)[n 1]

Fonctions : réguler des menstruations, activer de la circulation sanguine, atténuer les rhumatismes et réduire des inflammations.
Selon le médecin naturaliste du XVIe siècle Li Shizhen 李时珍, l’incarvillée guérit les ulcères de la bouche et des dents (bencao gangmu 本草纲目) .